# 北方真桑駅
北方真桑駅（きたがたまくわえき）は、岐阜県本巣市上真桑にある、樽見鉄道樽見線の駅である。駅番号はTR06。駅名に「北方」とあるのは、開設時に至近の北方町の要望を受けたためである。

## 歴史
- 1956年（昭和31年）3月20日：国鉄樽見線大垣駅 - 谷汲口駅間開通時に、本巣北方駅（もとすきたがたえき）として開設。旅客・貨物取扱開始[2]。
- 1971年（昭和46年）3月31日：貨物取扱廃止[3]。同時に無人駅化[4]。
- 1984年（昭和59年）10月6日：樽見線が第三セクター樽見鉄道へ転換、同社の駅となる。同時に北方真桑駅（きたがたまくわえき）に改称[2]。

## 駅構造
島式ホーム1面2線を有する地上駅。この他に側線1線を有している。直営駅であるが、駅員が配置されるのは火・金の15:00 - 18:00である。なお、駅員が配置されていない時間帯は当駅で切符を購入出来ないため、精算はワンマン運転時と同じ扱いとなる。

### のりば
| のりば | 路線    | 方向 | 行先     |
| ------ | ------- | ---- | -------- |
| 反対側 | ■樽見線 | 下り | 樽見方面 |
| 駅舎側 | ■樽見線 | 上り | 大垣方面 |

※案内上ののりば番号は割当てられていない。
付記事項
- 場内・出発の各信号機は上下線共に1つずつ（1線分）しかないため、逆送入線は不可。なお、側線出発信号機は大垣方面のみ設置されている。

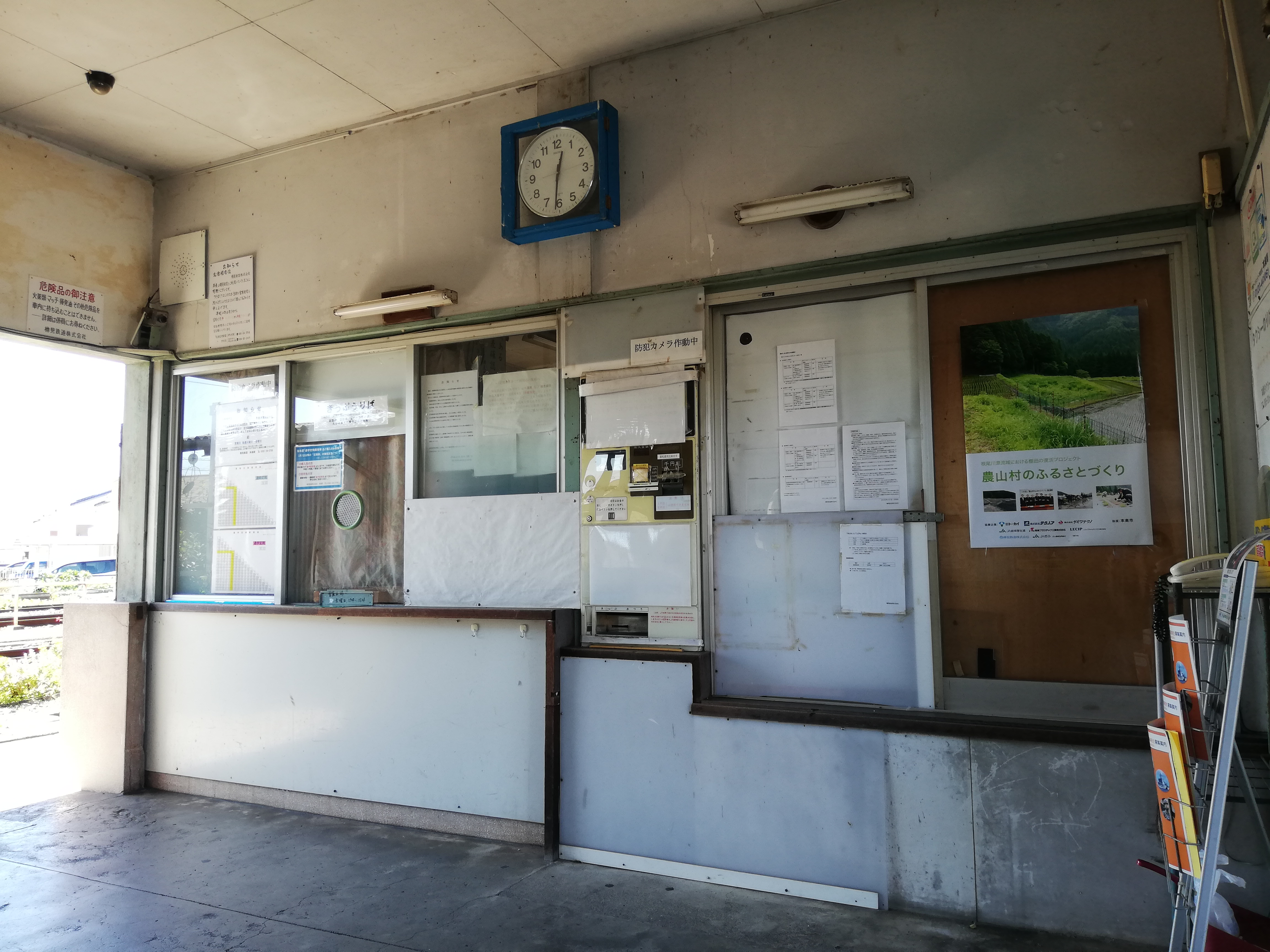
駅受付側の内装（2019年10月）
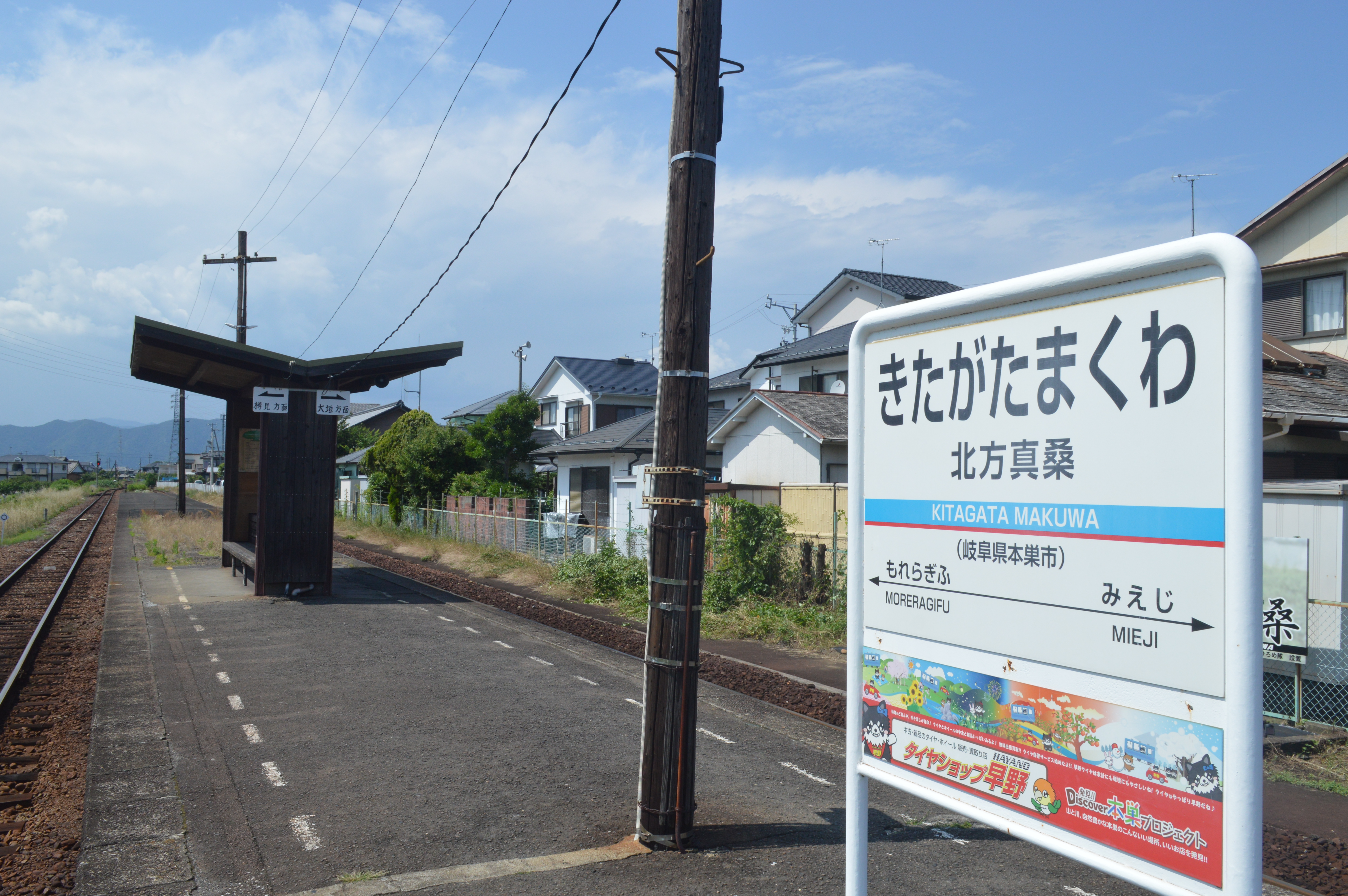
ホーム（2019年6月）

## 利用状況
| 年度               | 乗降客数 |
| ------------------ | -------- |
| 2011年（平成23年） | 291      |
| 2012年（平成24年） | 296      |
| 2013年（平成25年） | 293      |
| 2014年（平成26年） | 281      |
| 2015年（平成27年） | 287      |
| 2016年（平成28年） | 289      |
| 2017年（平成29年） | 269      |
| 2018年（平成30年） | 244      |
| 2019年（令和元年） | 236      |
| 2020年（令和2年）  | 160      |
| 2021年（令和3年）  | 218      |
| 2022年（令和4年）  | 249      |

## 駅周辺
名鉄揖斐線があった頃は駅の直ぐ南側に跨線橋が見えていたが、最寄駅の美濃北方駅まで1 km程、徒歩で15 - 20分程掛かっていた。なお名鉄揖斐線には戦前、真桑 - 美濃北方間にも八ツ又駅があり、こちらは当駅から非常に近い位置にあった（現・ファミリーマート本巣上真桑店付近）。
- 岐阜工業高等専門学校（国立）[8]
- 岐阜県立本巣松陽高等学校
- 岐阜第一高等学校（私立）[8]
- 北方町役場
- 北方警察署
- 国道157号
- 国道303号

### バス路線
駅舎の直ぐ前に「北方真桑駅」停留所があり、以下の路線が乗入れる。
本巣市市営バス
- 真桑線
  - モレラ岐阜

## その他
- 国鉄時代（本巣北方駅）の駅名標は樽見鉄道が保管しているが、非公開となっている。

## 隣の駅
樽見鉄道
■樽見線
美江寺駅 (TR05) - 北方真桑駅 (TR06) - モレラ岐阜駅 (TR07)